# Oder-Spreekanalen
Oder-Spreekanalen (OSK) er en kanal i det østlige Tyskland. Den ligger i hovedsagen i delstaten Brandenburg og består af to sektioner. Den ca. 24 km vestlige del forbinder Dahme via Seddinsee nær Schmöckwitz (i den sydøstlige del af Berlin) med Spree og løber 4 kilometer vest for Fürstenwalde, ud i Fürstenwalder Spree. Den ca. 41 kilometer lange østlige del af Oder-Spreekanalen forgrener sig 20 kilometer længere opstrøms til højre for Spree, og forbinder den med Oder, som den løber ud i i Eisenhüttenstadt (distrikt Fürstenberg ).
Begge sektioner og den udbyggede Fürstenwalder Spree derimellem danner tilsammen en cirka 85 kilometer lang sektion af den føderale vandvej Spree-Oder-Wasserstraße, som Wasserstrassen- und Schifffahrtsamt Spree-Havel er ansvarlig for. Fra Seddinsee til Eisenhüttenstadt-slusen gælder vandvejsklasse III, derfra til Oder, klasse IV med restriktioner.

## Forløb
Oder-Spree-kanalen krydser nær Biegenbrück vandskellet mellem Elben og Oder, og dermed Nordsøen og Østersøen. I selve kanalen udgør Kersdorf-slusen vandskellet. Spreevand tilføres Oder-Spree-kanalen via Neuhaus-slusepumpestationen og Neuhaus-fødekanalen for at sikre vandstanden i denne del af floden. Siden 1917, er Oder vand i tørre tider også blevet tilført via Eisenhüttenstadt pumpestation. Højdeforskellen til Oder er omkring 14 meter i et enkelt trin med Eisenhüttenstadt tvillingesluse. I vest er højdeforskellen omkring 7,8 meter til Seddinsee i tre etaper, bortset fra Kersdorf-slusen er der Fürstenwalde- og Wernsdorf-slusen. Videre af Spree-Oder-vandvejen skal man passere Mühlendamm-slusen og Charlottenburg-slusen i centrum af Berlin. På Nedre Havel-vandvejen mod vest er der yderligere sluser op til Elben eller Mittelland-kanalen.
Samlet, inklusive Fürstenwalder Spree, er kanalen 84,1 km lang. Vandvejen Spree-Oder måler som helhed 129 km.

## Historie

### Friedrich Wilhelm Kanal
Allerede i 1373 ønskede kejser Karl 4. at få bygget en kanal fra Spree til Oder. I 1558 iværksatte kejser Ferdinand 1. udgravninger til den første byggefase fra Neuhaus til Müllrose, men byggeriet stoppede efter kejserens død i 1564. Afslutningen af byggeriet var under den store kurfyrste Friedrich Wilhelm, 110 år senere da det andet afsnit fra Müllrose til Brieskow-Finkenheerd blev færdiggjort. Kanalen blev indviet i 1668 og opkaldt efter den store kurfyrste.
Friedrich Wilhelm-kanalen gjorde 200 års tjeneste, men den blev med 1800-tallets industrialisering håbløst overbelastet.

### Oder-Spreekanalen
Da indlandsskibsfarten, trods konkurrence fra jernbanerne, fortsatte med at stige, besluttede Preussens regering i 1886 at bygge Oder-Spreekanalen, som blev åbnet i 1891 efter fem års konstruktion.
Til at flytte pramme, byggedes en jernbane med 900 mm sporvidde og et to-akslet lokomotiv, med en hastighed på 7 km/t kunne trække op til syv pramme. Der var dog ikke god økonomi i denne form for drift, og der blev som på andre farvande etableret drift med slæbebåde.